# Valentin Bernik
Valentin Bernik, slovenski rimokatoliški duhovnik in pisatelj, * 9. februar 1861, Stražišče, Kranj, † 14. marec 1927, Komenda.

## Življenje in delo
Ljudsko šolo je obiskoval v rojstnem kraju in v Kranju, nižjo gimnazijo v Kranju, višjo pa v Ljubljani in Novem mestu. Bogoslovje je študiral v Ljubljani in bil 1894 posvečen. Kaplanoval je v Kranjski Gori, Mošnjah, Moravčah, bil župnik na Vrhpolju pri Moravčah, 1894 do 1909 na Homcu, od 1909 v Komendi, kjer je bil tudi upravitelj beneficija in bolnišnice Petra Pavla Glavarja imenovane »Glavarjev špital«, kateri so številni upravičenci dobili dom in zdravstveno ter duhovno oskrbo.
Pisal je v časopise Slovenec (kot t. b. ali Tine Balant), Domoljub, Zgodnja Danica, Venec cerkvenih bratovščin in Bogoljub. V prvih letnikih Dom in sveta je objavil pod psevdonimom Tine Brdnik ali pod svojim imenom: Iz burkaste preteklosti Mihe Gorenjskega (t. j. Mihaela Ranzingerja Podkorenom; Dom in svet 1888/1889); Nekaj jezikoslovnih posebnosti v Kranjski gori (1890); Kameleon (1892); Limbarska gora (1895); O pomnjivosti (1897). V teh letnikih Dom in sveta je izšlo nekaj z V. B. signiranih ocen publikacij Mohorjeve družbe, Vestniku Slovenske matice, Gabrščkove in Kosijeve knjižnice. Od 1887–1920 je Bernik marljivo sodeloval pri Duhovnem pastirju, objavljal skrbno sestavljene pridige, ocenjeval nabožne knjige ter sestavil Dvojno kazalo drugih deset letnikov Duhovnega pastirja (1894–1903) (Ljubljana, 1905); tretje kazalo pa je ostalo v rokopisu. Bernik je spisal šmarnice Marija in sveta maša (Lj. 1919), druge pa so ostale v rokopisu.